# NGC 4760
NGC 4760 est une galaxie elliptique située dans la constellation de la Vierge. Sa vitesse par rapport au fond diffus cosmologique est de 5 098 ± 29 km/s, ce qui correspond à une distance de Hubble de 75,2 ± 5,3 Mpc (∼245 millions d'al). NGC 4760 a été découverte par l'astronome allemand August Winnecke en 1876.
NGC 4760 présente une large raie HI. Elle présente également un jet d'ondes radio et c'est une radiogalaxie à spectre continu (Flat-Spectrum Radio Source).
À ce jour, six mesures non basées sur le décalage vers le rouge (redshift) donnent une distance de 66,950 ± 15,217 Mpc (∼218 millions d'al), ce qui est à l'intérieur des valeurs de la distance de Hubble. Notons cependant que c'est avec la valeur moyenne des mesures indépendantes, lorsqu'elles existent, que la base de données NASA/IPAC calcule le diamètre d'une galaxie et qu'en conséquence le diamètre de NGC 4760 pourrait être d'environ 44,7 kpc (∼146 000 al) si on utilisait la distance de Hubble pour le calculer.

## Groupe de NGC 4760

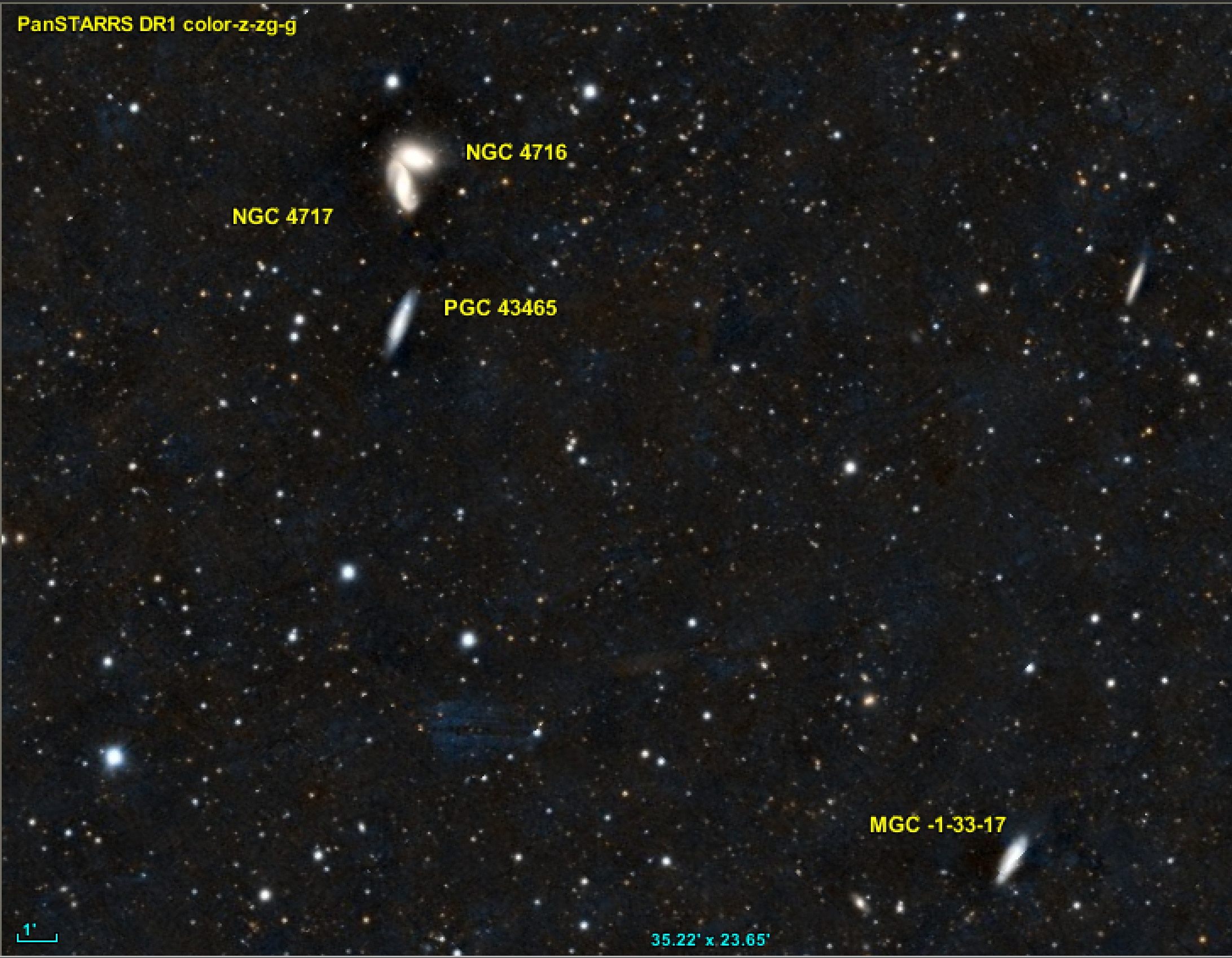
Le triplet de galaxies NGC 4716, NGC 4717, PGC 43465 et quatre des galaxies du groupe de NGC 4760. La galaxie NGC 4760 est un peu plus au sud et en dehors du cadre de l'image.

Selon A.M. Garcia, NGC 4760 fait partie d'un groupe de galaxies qui porte son nom. Le groupe NGC 4760 compte au moins quatre membres. Les trois autres galaxies du groupe sont NGC 4716, NGC 4717 et MCG -1-33-17. D'autre part, NGC 4716, NGC 4717 et PGC 43465 forment un triplet de galaxies. Le groupe de NGC 4760 compte donc au moins cinq galaxies.